# Kontrowersja ariańska

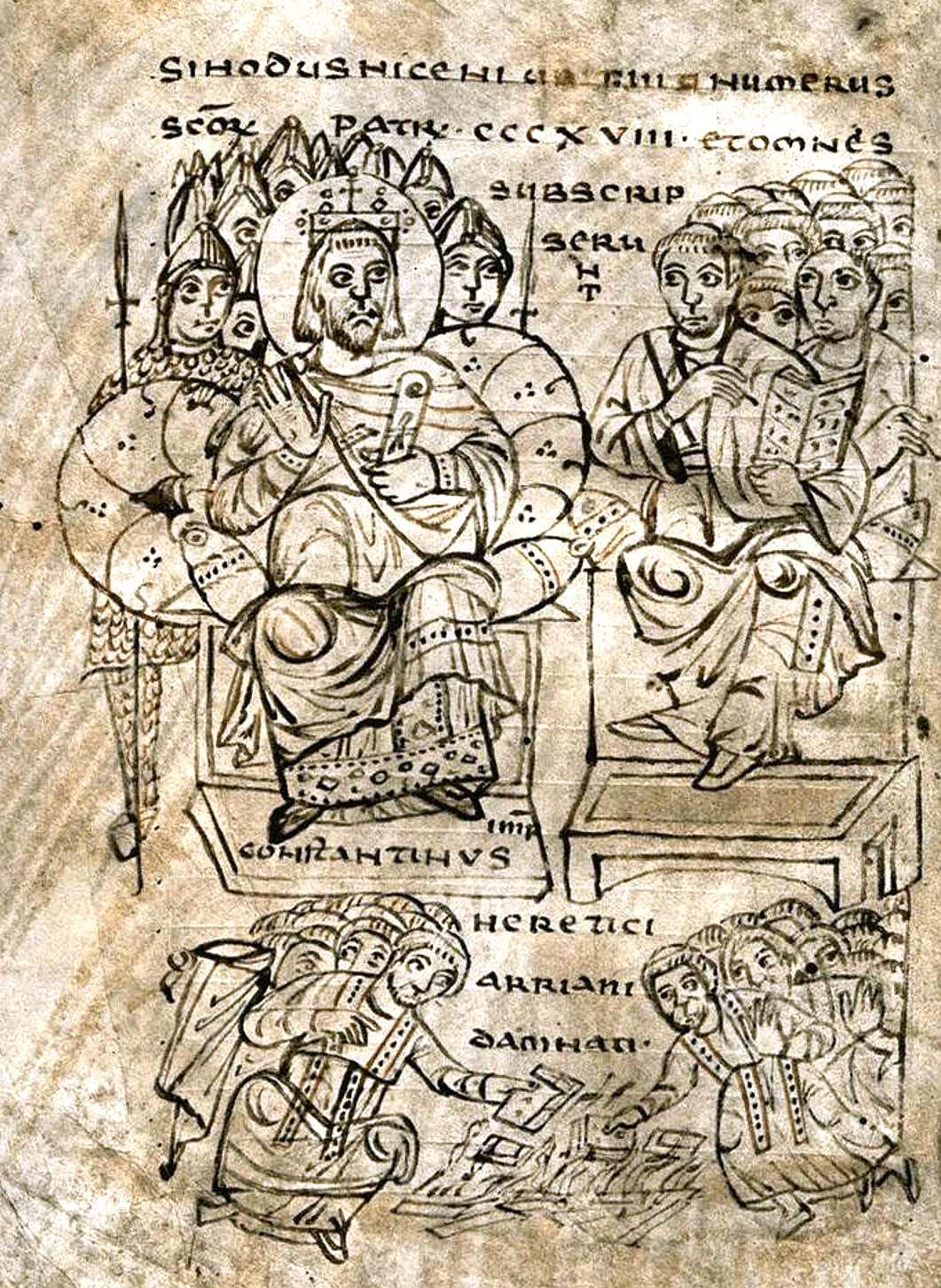
Cesarz Konstantyn na Soborze nicejskim: palenie ksiąg ariańskich. Manuskrypt CLXV, Biblioteca Capitolare, Vercelli, ok. 825 rok n.e.

Kontrowersja ariańska – termin używany na oznaczenie długoletnich sporów o ortodoksję rozpoczętych w IV w. między tzw. Wielkim Kościołem a wyznawcami arianizmu.

## Przebieg
Nauczanie Ariusza zostało potępione przez miejscowy synod w Aleksandrii w 319 r., a następnie odrzucone, jako sprzeczne z wiarą Kościoła, przez pierwszy od czasów apostolskich powszechny, ekumeniczny sobór chrześcijaństwa, zwany Soborem nicejskim (325 r.). Potępienie potwierdził następny Sobór powszechny – Konstantynopolitański I (381).

### Atanazy
Jednym z teologów współczesnych Ariuszowi, którzy najdobitniej przeciwstawiali się arianizmowi, wykazując niezgodność jego poglądów z wiarą Kościoła, był Atanazy, biskup Aleksandrii (295-373). Antyariańska argumentacja Atanazego wynikała z obserwacji prostej wiary Kościoła, który w swej praktyce modlitewnej i liturgicznej nie tylko kierował się do Ojca przez Syna, lecz również wprost do Chrystusa. Z ariańskiego punktu widzenia chrześcijanie adorowali stworzenie, czyli popełniali bałwochwalstwo.
Jednym z podstawowych argumentów za boskością Syna i Ducha Świętego, był dla Atanazego nakaz misyjny Jezusa Chrystusa, w którym Pan polecił udzielać chrztu: w imię Ojca i Syna i Ducha Świętego (Mt 28,19). Atanazy wykazywał, że gdyby uznać, iż arianie mają rację, wówczas sama formuła chrztu byłaby jednoczesnym poleceniem się Stwórcy i dwóm stworzeniom, co z chrztu czyniłoby hybrydę. „Nie powinniśmy być chrzczeni w imię Niepowstałego i Powstałego (…), lecz w imię Ojca i Syna i Ducha Świętego”. Jak zauważył Michael Fiedorowicz, ponieważ trynitarna formuła chrztu powstała jeszcze przed kontrowersją wywołaną przez Ariusza, dlatego argument ten miał dużą siłę dowodową jako świadectwo wiary Kościoła.
Arianizm miał wielu politycznych i niepolitycznych zwolenników, popierali go następcy cesarza Konstantyna Wielkiego oraz Euzebiusz z Nikomedii. Zanikł on prawdopodobnie ok. VII w n.e. Sam Atanazy, w wyniku nacisków na cesarza ze strony arian, był czterokrotnie usuwany ze swej stolicy biskupiej w Aleksandrii. Za piątym razem w 369 r. wierni diecezji wymusili na cesarzu odwołanie reskryptu.

### Kościoły syryjskie
W Kościele syryjskim adoracja Chrystusa odgrywała rolę kryterium rozróżniania pomiędzy ortodoksyjną wiarą w Chrystusa a arianizmem, gdyż w chrześcijaństwie, podobnie jak w judaizmie, stworzenie nigdy nie może być przedmiotem adoracji, lecz tylko adoratorem, oddającym chwałę i cześć Boską [(gr.) δόξα, doksa]. Liturgiczna cześć Boska oddawana Chrystusowi w Kościołach chrześcijańskich świadczyła o wyznawaniu Boskiej natury Zbawiciela. Ariusz nie negował biblijnej koncepcji oddawania „czci” Chrystusowi, gdyż nie negował Pisma Świętego, które o tym mówiło (por. J 5,23). Rozumiał jednak słowo „czcić” (gr. τιμάω, timao) jako „szacunek” (gr. τίμιος, timios). Słowo czcić (timao) występuje w Ewangelii Mateusza 15,4-5 w odniesieniu do czci ojca i matki. Natomiast w Ewangelii Jana 5 ,22-23 mowa jest o czczeniu Syna, tak jak Ojca:

Ojciec bowiem nie sądzi nikogo, lecz cały sąd przekazał Synowi, (23) aby wszyscy oddawali cześć (gr. τιμάω, timao) Synowi, tak jak oddają cześć Ojcu. Kto nie oddaje czci Synowi, nie oddaje czci Ojcu, który Go posłał.

Jak podawał Sozomen (400-450), arianie jeszcze za czasów Jana Chryzostoma (350-407 r.) śpiewali hymny ubliżające Trójcy Świętej.

### Hilary z Poitiers
Hilary, biskup Poitiers, przeciwstawiał się arianizmowi w Europie Zachodniej, zwłaszcza w Galii. Jednym z pierwszych kroków po wyborze na biskupa ok. 353 r. było przekonanie części hierarchii galijskiej, która pozostała ortodoksyjna, by ekskomunikować ariańskiego biskupa Arles Saturninusa oraz jego dwóch wybitnych sprzymierzeńców, Ursacjusza i Walensa.
W tym samym czasie napisał do cesarza Konstancjusza II ze skargą na prześladowania ze strony arian, którymi próbowali zetrzeć swoich przeciwników. Niestety na synodzie w Biterrae (nowożytne Béziers), zwołanym w 356 r. przez Konstancjusza, by zakończyć ciągnące się spory, cesarskim reskryptem Hilary został wygnany, a następnie przewieziony z Tuluzy nad Rodanem do Frygii w Azji Mniejszej. Spędził tam na zesłaniu prawie cztery lata. Kontynuował jednak z oddali rządy swoją diecezją, pisząc jednocześnie ważne traktaty teologiczne, odnoszące się do zagadnień arianizmu. M.in. list napisany w 358 r. do biskupów semi-ariańskich Galii, Germanii i Brytanii zatytułowany De synodis albo De fide Orientalium (O wierze chrześcijan Wschodu). Wyłożył w nim prawdziwe poglądy biskupów Wschodu na temat kontrowersji nicejskiej w sprawie nauczania Ariusza. Napisał także traktat O Trójcy (łac. De trinitate libri XII), w którym wyraził po łacinie subtelną teologię trynitarną języka greckiego. Traktat O synodach został uznany przez niektórych zwolenników Hilarego za zbyt łagodny wobec arian. Biskup Hilary odpowiedział na te zarzuty dziełem: Apologetica ad reprehensores libri de synodis responsa. Uczestniczył w tym czasie też w wielu synodach, m.in. w synodzie w Seleucji (359 r.), na którym zwyciężył pogląd promujący użycie słowa homoion (gr. podobny) w odniesieniu do substancji Syna, jak również zakazano wszelkiej dyskusji nad Jego boską substancją. Po synodzie w Konstantynopolu w 360 r., który wraz z cesarzem Konstancjuszem II zatwierdził decyzje synodów w Ariminum oraz w Seleucji, Hilary napisał gorzki list In Constantium (Do Konstancjusza), w którym nazwał cesarza antychrystem i prześladowcą ortodoksyjnych chrześcijan.

### Ambroży z Mediolanu
Biskup Mediolanu Ambroży (339-397) układał hymny do liturgii mediolańskiej, wysławiające Trójcę Świętą, co spotkało się z ostrą krytyką Arian. Biskup Ambroży sam o tym wspominał w jednym ze swych kazań:

Opowiadają [arianie], że lud jest oszukiwany także śpiewaniem moich hymnów. (…) Cóż bowiem potężniejsze, jak wyznawanie Trójcy, która codziennie sławiona jest ustami całego ludu? Na wyścigi wszyscy starają się wyznawać wiarę, umieją wierszami głosić Ojca i Syna i Ducha Świętego. Wszyscy więc stali się nauczycielami, chociaż zaledwie mogli być uczniami.

### Ojcowie kapadoccy
Istotną rolę w kontrowersji ariańskiej odegrali Ojcowie kapadoccy. Idąc za nauczaniem Orygenesa, w teologii Trójcy Świętej określili bardziej wyraźnie rozróżnienie między wspólną substancją (ousia) a hipostazami, czyli osobami. Dopomogli dookreślić rozumienie Ducha Świętego jako Osoby Boskiej. Bazyli Wielki napisał traktat na ten temat O Duchu Świętym. Nauczanie o boskości Ducha Świętego zostało podjęte i potwierdzone na Soborze konstantynopolitańskim I (381 r.) i umieszczone w Credo nicejsko-konstantynopolskim, uznawanym po dziś dzień przez wszystkie główne wyznania chrześcijańskie.

### Augustyn z Hippony
Na przełomie IV/V w. na Zachodzie głównym teologiem przeciwstawiającym się arianom był Augustyn z Hippony. W swoim traktacie O Trójcy Świętej kładł mocny nacisk na równość Osób boskich, widząc w umyśle człowieka stworzony obraz Trójcy, w postaci triady: poznanie-pamięć-miłość Boga. Augustyn argumentował, że Duch, jako Miłość, pochodzi zarówno od Ojca, jak i od Syna. Tymi twierdzeniami dał podstawy teologiczne dla doktryny o Filioque. Augustyn zmarł w 430 r. w czasie, gdy jego miasto biskupie Hippona było oblegane przez ariańskiego króla Wandalów, Genzeryka.

### Sobór chalcedoński
Formuła dogmatyczna ułożona na Soborze chalcedońskim (451 r.), opisująca Jezusa Chrystusa jako jedną osobę mającą w sobie dwie natury – boską i ludzką: bez zmieszania, bez zmiany, bez podzielenia i bez rozłączenia, wyznaczała granice, poza które już nie mógł wyjść nikt, kto zajmował się chrześcijańską chrystologią.

### Czasy reformacji
Do koncepcji ariańskich powrócono na nowo podczas reformacji. Arianami byli Bracia Polscy, z którymi sympatyzowali, a nawet w pewnym sensie się z nimi identyfikowali m.in. Szymon Budny i Andrzej Frycz Modrzewski.

### Współcześnie
Natura relacji Ojca i Syna została również określona w Credo Ludu Bożego, ogłoszonego przez papieża Pawła VI po Soborze watykańskim II w 1968 r.:

Wierzymy w Pana naszego Jezusa Chrystusa, który jest Synem Bożym. Jest On Słowem wiekuistym; zrodzonym z Ojca przed wszystkimi wiekami i współistotny z Ojcem, czyli (po gr.) homousios to Patri, przez którego wszystko się stało. Przyjął On ciało za sprawą Ducha Świętego z Maryi Dziewicy i stał się człowiekiem; równy więc Ojcu co do bóstwa, a mniejszy od Ojca ze względu na człowieczeństwo, całkowicie jeden, nie przez zmieszanie natur, gdyż nie jest to możliwe, lecz jednością osoby.

## Tło biblijne kontrowersji ariańskiej
Zarówno arianie, jak i ich przeciwnicy w uzasadnieniu swojego stanowiska teologicznego odwoływali się do autorytetu Biblii. Teksty biblijne, na które powoływały się obie strony konfliktu, można podzielić na trzy grupy:
1. teksty, na które powoływali się tylko arianie;
2. teksty, na które powoływali się tylko przeciwnicy arian;
3. teksty, na które powoływały się obie strony kontrowersji, odmiennie je interpretując.

### Teksty biblijne, na które powoływali się arianie
- Ewangelia według świętego Marka 13,32 mówi: Lecz o dniu owym lub godzinie nikt nie wie, ani aniołowie w niebie, ani Syn, tylko Ojciec. Fragment ten według Arian wskazuje, że niewiedza Jezusa świadczyła o tym, że Jezus nie jest takim samym Bogiem, jak Ojciec.

- Ariusz - zgodnie z tekstem Ewangelii - mówiąc o wierze w Boga jedynego, mówił o jedynym Bogu Ojcu[22]. Myślenie o Bogu jako jedynym Bogu Ojcu nie było obce nawet Bazylemu z Cezarei, który użył określenia „Jest jeden Bóg, bo jest jeden Ojciec”[23]

- Ewangelia według świętego Marka 10,18 mówi, że sam Jezus nie uważa się za Boga Ojca, a więc tego Boga Ojca, o którym wspomina 1 Koryntian 8,6. Tekst Marka mówi: Jezus mu rzekł: Czemu nazywasz Mnie dobrym? Nikt nie jest dobry, tylko sam Bóg. Bycie dobrym Pasterzem, jakim był Ojciec w Biblii (Psalm 23), zostało przeniesione na Syna, gdyż odzwierciedlał on obraz Ojca, czyli Jego charakter (Jana 10,11; 14,7-12), ale nie wspomniano w Biblii, że jest Dobry jak Bóg, lub że jest Dobrym Bogiem.

- Ewangelia według świętego Jana 20,17 mówi, że Jezus nazywa Ojca swym Bogiem, a więc według arian nie jest takim samym Bogiem, jak Ojciec. Tekst ten brzmi: Rzekł do niej Jezus: Nie zatrzymuj Mnie, jeszcze bowiem nie wstąpiłem do Ojca. Natomiast udaj się do moich braci i powiedz im: Wstępuję do Ojca mego i Ojca waszego oraz do Boga mego i Boga waszego.

- List do Filipian 2,5-6 mówi według idei ariańskiej, która pozostała pośród Chrystadelfian, że Jezus zrezygnował z pragnienia, jakie przejawili Adam i Ewa, by być równym Bogu ('tacy jak Bóg’). Jezus według tej koncepcji nie pragnął sprzeciwiać się woli Ojca, ale oddał się jako Sługa w wykonaniu zadania, jakie na nim spoczęło. Warto zwrócić uwagę, że tekst Listu do Filipian mówi, iż Jezus, „istniejąc postaci Bożej, nie skorzystał ze sposobności, aby na równi być z Bogiem, lecz ogołocił samego siebie, przyjąwszy postać sługi, stawszy się podobnym do ludzi”.

- List do Kolosan 1,15 i 16 powinny być czytane razem. Czyli Jezus był stworzony jako „pierworodny wobec każdego stworzenia”, albo - jak mówi Apokalipsa 3,14 - „początek stworzenia Bożego”. Ojciec nie miał początku (Psalm 90,2), Syn był początkiem stworzenia. Biblia Warszawska kontynuuje myśl ariańską, podając w Apokalipsie 3,14 odsyłacz do Księgi Przysłów 8,22 i Ew. Jana 1,3, czyli wskazując na Jezusa jako mądrość stworzoną. Jezus był według nich stworzony przez Boga (J 1,14: „jednorodzony”). Kolosan 1,15 wspomina Jezusa jako obraz Boga, dlatego kto widzi Jezusa, jakby widział Boga.

Inne wersety biblijne:
- Dz 2,31,32 – kto wskrzesił Jezusa, kiedy on umarł?
- Łk 22,41-44 – wola Boga, a wola Syna;
- 1 Kor 15,28 – nawet po zmartwychwstaniu Jezus był podporządkowany Ojcu;
- Łk 3,23 – Jezus, jak „mniemano”, był synem Józefa, ale genealogię ujęto od strony Maryi. Jezus przynajmniej cieleśnie pochodził od Maryi. Określenie „mniemano” było dość istotne, bo prawdziwym Ojcem według sprawozdania ewangelicznego Bóg Ojciec.

### Teksty biblijne, na które powoływali się przeciwnicy arian
- „W nim zostało stworzone wszystko, co jest na niebie i na ziemi, rzeczy widzialne i niewidzialne, czy to trony, czy panowania, czy nadziemskie władze, czy zwierzchności; wszystko przez Niego i dla Niego zostało stworzone” (List do Kolosan 1,16 BT).

- „Odpowiedział mu Jezus: Filipie, tak długo jestem z wami, a jeszcze Mnie nie poznałeś? Kto Mnie zobaczył, zobaczył także i Ojca. Dlaczego więc mówisz: Pokaż nam Ojca?” (Ewangelia Jana 14,9 BT). Tekst ten według komentarzy chrześcijańskich uczy, że Jezus jest takim samym Bogiem, jak Ojciec, gdyż kto widzi Jego, widzi i Ojca.

### Teksty biblijne, na które powoływały się obie strony kontrowersji
- „Ja i Ojciec jedno jesteśmy” (Ewangelia według świętego Jana 10,30) – Arianie interpretowali ten tekst w sensie moralnym. Jezus mówi tu o tym, że tego, czego pragnie Ojciec, pragnie i On, bo dobry Syn jest posłuszny Ojcu – jedność woli. Przeciwnicy arian interpretowali ten tekst w sensie ontologicznym, to znaczy, że Jezus mówi tu, że jest takim samym Bogiem i posiada taką samą moc jak Ojciec – jedność natury. Tekst Jana 10,30 jest kontynuowany w Jana 17,20-22.
- „Słyszeliście, że wam powiedziałem: Odchodzę i przyjdę znów do was. Gdybyście Mnie miłowali, rozradowalibyście się, że idę do Ojca, bo Ojciec większy jest ode Mnie” (Ewangelia według świętego Jana 14,28) – Arianie interpretowali ten tekst w sensie ontologicznym. Jezus według arian przyznaje tu, że nie jest takim samym Bogiem jak Ojciec, jest mniejszy od Ojca i Jemu podporządkowany. Przeciwnicy arian interpretowali ten tekst w sensie moralnym, to znaczy, że Jezus przyznaje tu, że Ojciec jest większy od Niego, ale jest to wyższość moralna, jaka występuje w relacjach Syn-Ojciec.